# ちいさな汽車
ちいさな汽車（ちいさなきしゃ）は、日本の歌。1973年2月 - 3月、NHKの音楽番組「みんなのうた」で放送された。作詞作曲：マルク・フォントノア、訳詞：薩摩忠、編曲：三沢郷、歌：デューク・エイセス。

## 概要
- 原曲は フランスの楽曲『Le Petit Train』。汽車を題材にした曲で、1番では、電車や自動車の普及で乗客がいないながらも走っていく汽車の様子を、2番では、汽車が人々に見送られながら最後の運行を終え引退していく様子を歌っている。
- みんなのうたの映像は、汽車のおもちゃを動かしていく立体操作によるもので、毛利厚が担当した。
- 1974年6月 - 7月に一度再放送された後、映像・音源共に失われてしまい、長らく放送ができなかった。しかし、2011年に始まった「みんなのうた発掘プロジェクト」により、映像・音源が発見され、2012年3月17日放送の「みんなのうた発掘スペシャルVOL.2」にて、38年ぶりに放送、そして2023年8月に、ラジオのみで49年ぶりに定時番組で再放送される。なお、映像・音源を提供したのは、1974年の再放送時に同時に放送されていた、「矢車草」の作曲者、湯山昭である。
- 一般提供された当時の録画映像のため、一部映像がモノクロになるなどのノイズが入っており、放送の際には曲のタイトル画面に「一部画面が乱れます」とテロップが表示された。
- 上記の「みんなのうた発掘スペシャルVOL.2」で放送された際、曲の最後に表示される曲名のテロップが「小さな汽車」と間違って表示された。
- 編曲を担当した三沢郷は、『サインはV』・『デビルマン』など、多数の児童向けTV作品の主題歌を手掛けているが、『みんなのうた』に関わったのは本作が唯一で、作曲した楽曲は一曲も無い。